# Terra (bướm)
Terra là một chi bướm ngày thuộc họ Lycaenidae.

## Các loài
- Terra andevaga
- Terra calchinia
- Terra cana
- Terra chilica
- Terra hispaniola
- Terra hyccara
- Terra tera